# Jaime Becerril
Jaime Becerril fue un pelotari mexicano. Durante el Campeonato del Mundo de Pelota Vasca de 1955 ganó la medalla de oro en la especialidad de Frontenis junto a José Beltrán. Por su parte, consiguió la medalla de plata en el Campeonato del Mundo de Pelota Vasca de 1955 en la especialidad de Paleta goma y en la misma especialidad en el Campeonato del Mundo de Pelota Vasca de 1962. 